# Victor Tesch

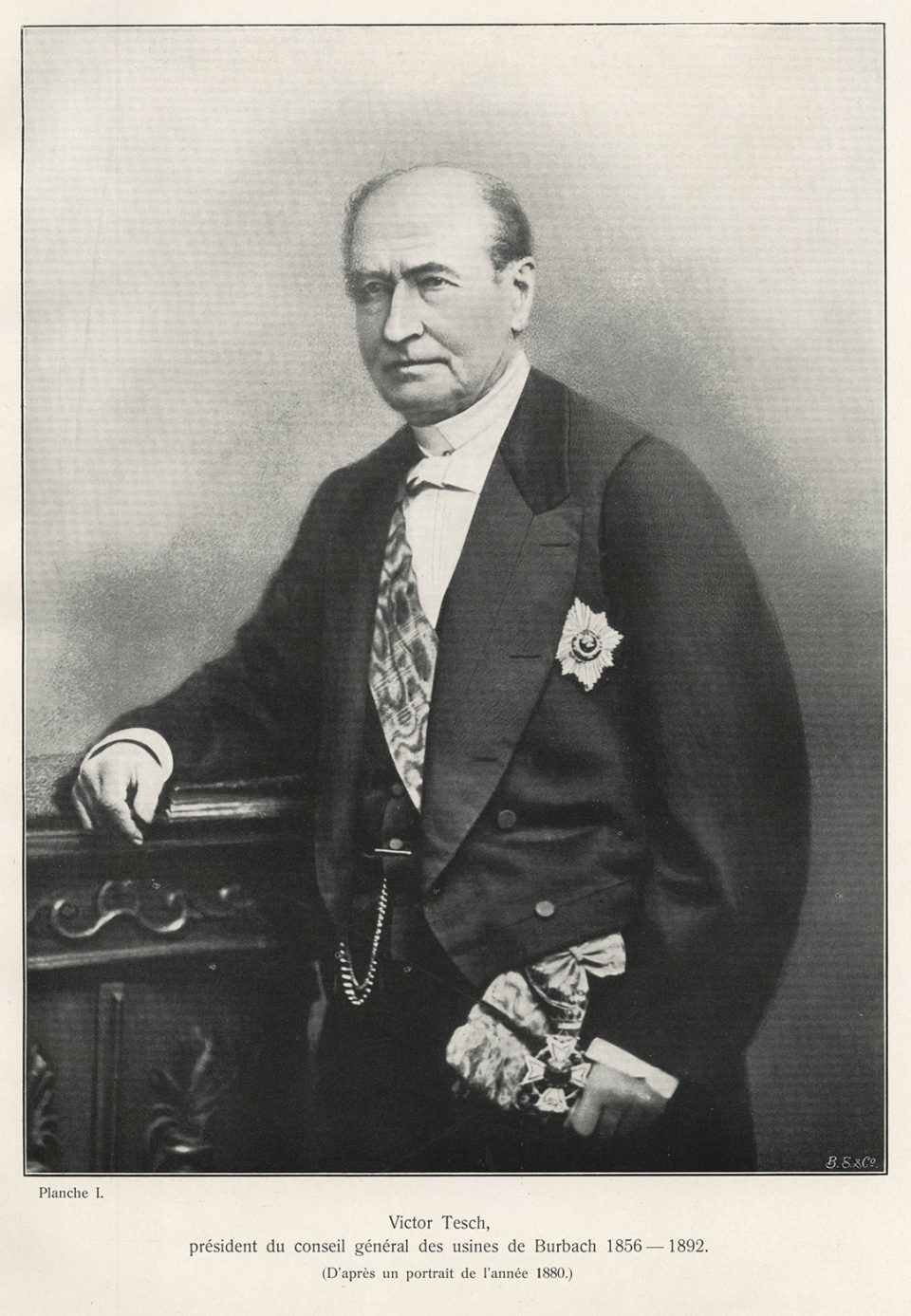
Victor Tesch

Victor Jean-Baptiste Tesch (Messancy, 10 maart 1812 - aldaar, 16 juni 1892) was een Belgisch liberaal politicus en minister.

## Biografie

### Familie
Victor Tesch was een zoon van Frédéric Tesch, keizerlijk notaris in Messancy en burgemeester van Messancy, en Marie-Cécile Nothomb. Zijn grootvader Jean-Pierre Nothomb was landburgemeester van Bettembourg, rechter in Luxemburg en lid van de Provinciale Staten van Luxemburg. Hij was een neef van politici Jean-Baptiste Nothomb en Alphonse Nothomb.
Hij trouwde in 1838 in Esch-sur-Alzette met zijn nicht Caroline Nothomb (1816-1869), dochter van notaris Jean-Pierre Nothomb. Ze kregen twee zoons en vijf dochters, onder wie:
- Cécile Tesch (1841-1913), trouwde in 1870 in Messancy met Hubert Muller (1837-1917), Luxemburgs ingenieur en industrieel. Ze kregen drie zoons en een dochter, met afstammelingen tot heden. Ze woonden op het kasteel Muller-Tesch in Messancy dat Victor Tesch in 1866 liet bouwen. Na hun overlijden werd het kasteel door hun zoon Edmond bewoond. Het echtpaar was ook eigenaar van een kasteel in Esch-sur-Alzette.
- Edmée Tesch (1843-1919), trouwde in 1866 in Brussel met Émile Metz (1835-1904), Luxemburgs ingenieur, industrieel, burgemeester van Eich en volksvertegenwoordiger. Haar echtgenoot liet in 1896 een villa bouwen die nu de Russische ambassade huisvest. Na zijn overlijden richtte Edmée in 1913 het Institut Émile Metz op, later het Lycée Privé Emile Metz. Het huwelijk bleef kinderloos.
- Léonie Tesch (1849-1930), trouwde in 1868 in Brussel met Léon Barbanson (1843-1912), militair en industrieel, zoon van Jean Barbanson, advocaat, lid van het Nationaal Congres en senator. Ze kregen twee zoons en drie dochters, onder wie Gaston Barbanson, met afstammelingen tot heden.

Hij was een schoonbroer van François Laurent, rechtsgeleerde, historicus en hoogleraar.

### Loopbaan
Nadat Tesch rechten studeerde aan de Universiteit van Luik vestigde hij zich als advocaat in Aarlen. In 1837 werd hij verkozen tot gemeenteraadslid van de stad en in 1838 werd hij provincieraadslid van de provincie Luxemburg. Van 1846 tot 1847 was hij ondervoorzitter van de provincieraad en daarvoor was hij er de secretaris van. 
Hij werd eveneens eigenaar en hoofdredacteur van de krant L'Echo du Luxembourg en steunde in zijn krant de unionistische regering van zijn neef Jean-Baptiste Nothomb, die van 1841 tot 1845 premier van België was. Zo verdedigde hij onder meer de schoolwet van 1842.
Rond 1848 evolueerde hij van een unionistisch voorstander naar een liberaal politicus. Nadat zijn neef Jean-Baptiste, die na zijn premierschap tot ambassadeur in Berlijn was benoemd, wegens de wet van onverenigbaarheden zijn parlementair mandaat moest neerleggen, werd Tesch in zijn opvolging op 13 juni 1848 verkozen tot lid van de Kamer van volksvertegenwoordigers voor het arrondissement Aarlen. Hij zou er blijven zetelen tot aan zijn dood 44 jaar later. Hij overleed twee dagen na zijn herverkiezing van 14 juni 1892; Alphonse Nothomb werd verkozen om hem op te volgen.
Tesch was een actief parlementslid en in 1850 werd hij in opvolging van François-Philippe de Haussy benoemd tot minister van Justitie in de regering-Rogier I, wat hij bleef tot in oktober 1852. Van november 1857 tot november 1865 was hij nogmaals minister van Justitie in de regering-Rogier II. Zijn naam is verbonden aan de zgn. wet-Tesch van 1858: het beledigen van buitenlandse staatshoofden was eerder al strafbaar gemaakt (zgn. wet-Faider uit 1852) maar voor een vervolging was een aanklacht van de beledigde buitenlandse regering nodig. Daartoe wou Napoleon III zich niet verlagen en die voorwaarde werd in 1858 geschrapt.
Na zijn ontslag als minister werd hij benoemd tot minister van Staat en ontving hij het grootkruis in de Leopoldsorde.
Na zijn ministerschap begon Tesch actiever te worden in de financiële wereld. Zo was hij van 1877 tot aan zijn overlijden voorzitter van de Generale Maatschappij van België.
Door zijn zakencompetenties en juridische talenten stond hij eveneens in hoog aanzien van de Belgische koninklijke familie.